# Johann Anton Leisewitz
Johann Anton Leisewitz, född den 9 maj 1752, död den 10 september 1806 som geheimejustitieråd i Braunschweig, var en av Göttinger Dichterbunds medlemmar. 
Leisewitz enda drama, sorgespelet Julius von Tarent (1776), är ett av Sturm und Drangtidens mest karakteristiska; dess motiv, striden mellan två bröder och den av dem båda älskade unga kvinnan, upptogs samtidigt av Klinger och senare av Schiller, som i mycket påverkades av Leisewitz.